# Johann Kittel (Theologe)
Johann Kittel (* 29. Juni 1519 in Jüterbog; † 12. Februar 1590 in Danzig) war ein deutscher Theologe und Pädagoge.
Johann Kittel studierte in Wittenberg und wurde 1539 zum Baccalaureus der Philosophie promoviert. 1540 war er Lehrer in Joachimsthal, drei Jahre später Magister und Prediger in Kamenz. Seit 1550 war er Pastor in Brandenburg an der Havel. 
Auf Einladung des Rates von Rostock hielt er Anfang November 1560 eine Probepredigt an der dortigen Marienkirche und wurde daraufhin vom Rat zum Superintendenten und Professor an der Universität ernannt, nachdem er 1561 zum Doktor der Theologie promoviert worden war. Infolge eines Zuständigkeitsstreites zwischen dem herzoglichen Ministerium und dem städtischen Rat musste Kittel im Juni 1563 Rostock verlassen.
Er wurde dann Superintendent der Niederlausitz in Lübben und war ab 1566 Pastor und Superintendent in Danzig.